# برونو مارتینی
برونو مارتینی (به فرانسوی: Bruno Martini) (زادهٔ ۲۵ ژانویهٔ ۱۹۶۲ – درگذشته ۲۰ اکتبر ۲۰۲۰) بازیکن فوتبال و دروازه‌بان اهل فرانسه بود که از سال ۱۹۸۷ تا ۱۹۹۶ میلادی عضو تیم ملی فوتبال فرانسه بود. وی در طول دوران حیات ۳۱ بازی ملی حضور داشت و در بازی‌های ملی‌اش گلی به ثمر نرساند.
مارتینی در ۲۰ اکتبر ۲۰۲۰ به‌دلیل نارسایی قلبی در شهر مون‌پلیه فرانسه چشم از جهان فرو بست. 